# Tùng Hoa

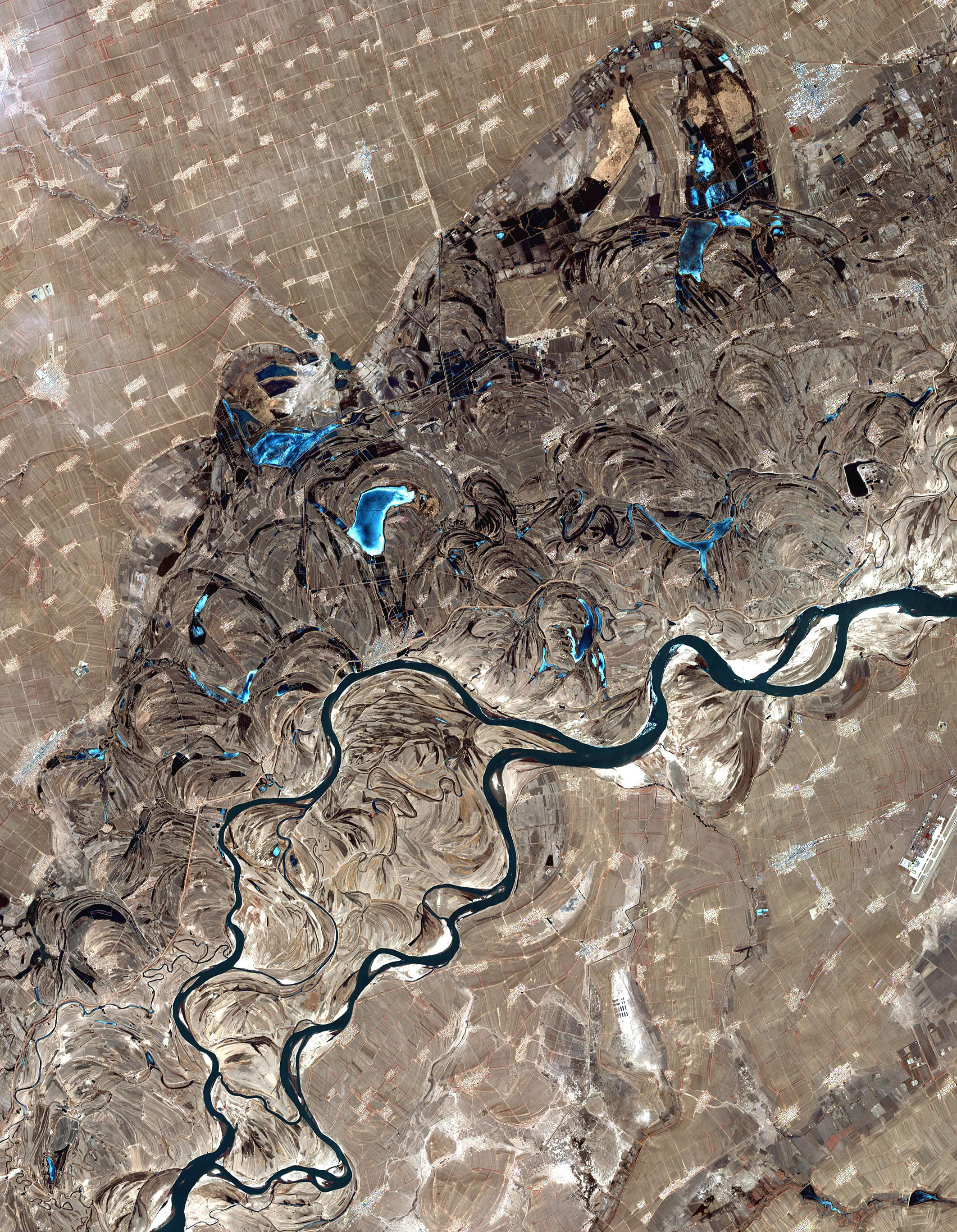
Sông Tùng Hoa đoạn ở phía tây Cáp Nhĩ Tân. Các hồ hà tích là cảnh tượng thường thấy ở hai bên bờ sông

Tùng Hoa (tiếng Mãn: , Sunggari Ula; tiếng Trung: 松花江; bính âm: Sōnghuā Jiāng, Tùng Hoa Giang; tiếng Nga: река Сунгари) là một sông ở Đông Bắc Trung Quốc, và là phụ lưu lớn nhất của Hắc Long Giang (sông Amur), với chiều dài 1.434 kilômét (891 mi) từ dãy núi Trường Bạch qua hai tỉnh Cát Lâm và Hắc Long Giang. Lưu vực sông rộng 557.180 dặm vuông Anh (1.443.100 km2) và trải dài trên địa bàn Liêu Ninh, Hắc Long Giang, Cát Lâm và Nội Mông. và lưu lượng dòng chảy trung bình là 2.463 cu m/s (87.000 cu ft/s). Dưới thời Nam Bắc triều, dòng sông có tên là Nan Thủy. Dưới thời nhà Liêu và nhà Kim, sông có tên là Hỗn Đồng giang.

## Dòng chảy
Sông Tùng Hoa có hướng dòng chảy đông nam-tây bắc trên địa bàn tỉnh Cát Lâm. Sau đó, khi chảy đến Tùng Nguyên, sông Tùng Hoa nhận nước từ một dòng sông chảy từ phía bắc xuống là Nộn Giang, từ đây dòng sông chuyển hướng đông, và tiếp sau đó, từ nơi hợp lưu với sông Hô Lan, dòng sông chuyển hướng đông bắc. Sông Tùng Hoa hợp lưu với Hắc Long Giang tại Đồng Giang. Từ thời kỳ Mãn Châu Quốc cho đến năm 1988, phần sông Tùng Hoa ở phía trên đoạn hợp lưu với Nộn Giang được gọi là Sông Tùng Hoa Đệ Nhị. Đoạn sông này chảy trên nền địa hình đồi núi và có tiềm năng về thủy điện, với một số nhà máy thủy điện đã được xây dựng như: Phong Mãn, Hồng Thạch, Bạch Sơn.

## Chi lưu
Các chi lưu chủ yếu của sông Tùng Hoa trừ Nộn Giang và sông Hô Lan là: Đầu Đạo, Nhị Đạo, Huy Phát, Ấm Mã, Mẫu Đơn, Sương Vượng, Thiếu Lăng.

## Giao thông
Sông Tùng Hoa bị đóng băng từ cuối tháng 11 cho đến tháng 3 năm sau. Dòng sông đạt lưu lượng chảy lớn nhất khi tuyết trên các ngọn núi tan vào mùa xuân. Các tàu cỡ trung bình có thể đi lại trên dòng sông đoạn từ Cáp Nhĩ Tân về hạ nguồn, các tàu nhỏ hơn có thể đi đến thành phố Cát Lâm và ngược dòng Nộn Giang để đến Tề Tề Cáp Nhĩ.

## Môi trường
Vào tháng 11 năm 2005, dòng sông từng bị ô nhiễm benzen, dẫn đến việc ngưng trệ việc cấp nước cho thành phố Cáp Nhĩ Tân và ảnh hưởng đến cả nước Nga khi nó hợp lưu vào Hắc Long Giang.
Vào tháng 7 năm 2010, vài ngàn thùng chất thải do lũ lụt đã bị đẩy ra sông từ tỉnh Cát Lâm. Các thùng này chứa nhiều chất độc hóa học như Trimethylsilyl chloride và Hexamethyldisiloxane, với khoảng 170 kg mỗi loại. Có một số nguồn đưa tin rằng có những thùng đã phát nổ khi tiếp xúc với nước.